# Апостольский нунций в Тринидаде и Тобаго
Апостольский нунций в Республике Тринидад и Тобаго — дипломатический представитель Святого Престола в Тринидаде и Тобаго. Данный дипломатический пост занимает церковно-дипломатический представитель Ватикана в ранге посла. Апостольская нунциатура в Тринидаде и Тобаго была учреждена на постоянной основе 23 июля 1978 года.
В настоящее время Апостольским нунцием в Тринидаде и Тобаго является архиепископ Сантьяго Де Вит Гусман, назначенный Папой Франциском 30 июля 2022 года.

## История
Апостольская нунциатура в Тринидаде и Тобаго была учреждена на постоянной основе 23 июля 1978 года, бреве «Commune omnium bonum» папы римского Павла VI, отделяя её от апостольской делегатуры на Антильских островах. Резиденцией апостольского нунция в Тринидаде и Тобаго является Порт-оф-Спейн — столица Тринидада и Тобаго. Апостольский нунций в Тринидаде и Тобаго, по совместительству, исполняет функции апостольского нунция на Багамских Островах, в Доминике, Сент-Китсе и Невисе, Сент-Люсии, Сент-Винсенте и Гренадинах, Антигуа и Барбуде, на Барбадосе, Ямайке, в Гренаде, Суринаме и Гайане, а также функции апостольского делегата на Антильских островах.

## Апостольские нунции в Тринидаде и Тобаго
- Поль Фуад Табет — (9 февраля 1980 — 11 февраля 1984 — назначен апостольским про-нунцием в Белизе);
- Мануэл Монтейру де Каштру — (16 февраля 1985 — 21 августа 1990 — назначен апостольским нунцием в Сальвадоре);
- Эудженио Сбарбаро — (7 февраля 1991 — 26 апреля 2000 — назначен апостольским нунцием в Югославии);
- Эмиль-Поль Шерриг — (8 июля 2000 — 22 мая 2004 — назначен апостольским нунцием в Корее);
- Томас Галликсон — (2 октября 2004 — 21 мая 2011 — назначен апостольским нунцием на Украине);
- Никола Джирасоли — (29 октября 2011 — 16 июня 2017 — назначен апостольским нунцием в Перу);
- Фортунатус Нвачукву — (4 ноября 2017 — 17 декабря 2021 — назначен постоянным наблюдателем Святого Престола при отделении ООН и специализированных учреждений ООН в Женеве);
- Сантьяго Де Вит Гусман — (30 июля 2022 — по настоящее время).